# AMSN
aMSN è un programma libero (distribuito sotto licenza GPL) di messaggistica istantanea che utilizza il protocollo di comunicazione MSN, creato nativamente per MSN Messenger (diventato successivamente Windows Live Messenger) di Microsoft. Il motivo per il quale è stato creato era quello di assistere i nuovi utenti del sistema operativo Linux abituati al programma Windows Live Messenger di Microsoft, disponibile solo per Windows e, in versioni datate, anche per Macintosh. È stato scaricato circa 40 milioni di volte a partire da gennaio 2011, diventando così il 21º progetto più scaricato su SourceForge.
aMSN imita la grafica di MSN Messenger, la vecchia versione di Windows Live Messenger, e ne supporta la maggior parte delle funzioni, facilitando la migrazione a questo programma.
aMSN non è disponibile solo per Linux, ma anche per i sistemi UNIX, Macintosh e Windows, e altre piattaforme che supportano il Tcl/Tk 8.4 o superiore.
Con la dismissione di Windows Live Messenger anche lo sviluppo aMSN è cessato.

## Storia
Il progetto aMSN nasce da una applicazione chiamata Compu's Messenger (ccmsn), pubblicato da Dave Mifsud il 20 settembre 2001. Le funzionalità di questo programma erano piuttosto limitate, il progetto venne abbandonato poco dopo. Alvaro Iradier decise quindi di sviluppare un fork del progetto chiamato aMSN, successivamente si unì al progetto anche Didimo E. Grimaldo, pubblicando la prima versione ufficiale il 22 maggio 2002 su SourceForge.
Dopo diverse release gli sviluppatori e creatori del programma decisero di dedicarsi ad altri progetti open source, questa decisione venne presa a seguito della pressante responsabilità e della mancanza di tempo a disposizione per dedicarsi allo sviluppo del programma.
Altri sviluppatori con il passare del tempo hanno aderito al progetto, come Philippe G. Khalaf e poi Youness Alaoui. Oggi il progetto va avanti grazie allo sforzo e l'aiuto di un numero crescente di sviluppatori, traduttori, e designer.
aMSN è ben noto per la rapida attuazione della maggior parte delle funzionalità del client ufficiale, ed è spesso l'unico client open source a supportarle. Ad esempio, è il client che supporta videoconferenza su Mac. È stato recensito da molti siti web specializzati del settore, le release sono apparse su alcuni noti blog, alcuni dei suoi sviluppatori sono stati intervistati, ed è anche apparso in una serie internazionale di successo.

### Rimozione della funzionalità chiamata audio/video
Con la diffusione di Windows Live Messenger del 2009, Microsoft ha modificato il protocollo utilizzato da Windows Live Messenger. Questi cambiamenti includono l'uso di SIP P2P invece di utilizzare un server esterno. Come risultato la funzionalità chiamata audio/video aMSN è di fatto inutilizzabile ed è stato rimossa dalle versioni 0.98.3 e 0.98.4 di aMSN.
Alla fine del 2010, Microsoft ha pubblicato Windows Live Messenger 2011, la funzionalità one-way(webcam) viene modificata, aMSN sospende così la videochiamata.

## Funzionalità
Alcune delle funzioni disponibili in aMSN e presenti anche nel client ufficiale sono:
- Il supporto per il protocollo MSNP15 (anche se permette anche di utilizzare protocolli vecchi e nuovi);
- Messaggi personali
- "Quello che sto ascoltando" nei messaggi personali (da un plugin di terze parti, include il supporto per i programmi musicali come Amarok o XMMS in Linux);
- Elenco contatti e il recupero del nome dai server Microsoft;
- Messaggi offline (perfettamente funzionante nella versione di sviluppo);
- Accesso in qualsiasi status (per esempio accedere direttamente come invisibile);
- I trasferimenti di file, invio e ricezione;
- Ambiente grafico simile a Windows Live Messenger;
- Trilli (incluso un plug-in cui è possibile regolarne le funzioni);
- Winks (tramite un plug-in esterno);
- Supporto alla chiamata audio/video (attualmente non è più disponibile come spiegato prima);
- Invio e ricezione di clip vocali;
- Ricezione e invio di immagini webcam (anch'esso non disponibile come spiegato prima);
- Visualizzare le immagini, tra cui un manager che salva visualizzare le immagini vecchie, come quella del client ufficiale;
- Chat logging
- Possibilità di avviare una conversazione, mentre appare in linea;
- Supporto per controllare la posta elettronica. Un plugin che permette al programma il controllo di indirizzi e-mail(non hotmail) POP3;
- Supporto alle emoticon, incluse quelle animate;
- Conversazioni di gruppo.

Caratteristiche aggiuntive non presenti nel client Microsoft:
- Stati personalizzati che possono includere auto-messaggi per quando l'utente è lontano;
- Skins
- Giochi che possono essere utilizzati tra due client aMSN (tramite un plugin);
- Ulteriori plugin con diverse funzioni;
- Funzione che mostra quando i contatti non si ha sulla loro lista, nonché i contatti che si hanno sulla loro lista, ma non sono nella vostra;
  - Ciò non è più possibile in quanto Microsoft ha risolto questo bug nel loro protocollo. Si noti che appena viene aggiunto un contatto verrà visualizzato come se non ti hanno nella loro lista, ma i vecchi contatti verranno visualizzati se il proprio contatto lo è.
- Registrazione sessione webcam;
- Chat crittografate (dal plugin Kryptonite);
- La memorizzazione automatica delle immagini personali dei contatti;
- Una finestra di chat si apre quando l'altra persona si apre una finestra all'utente, anche se non hanno scritto ancora nulla;
- Un messaggio nella finestra di chat informa quando la persona chiude la finestra di chat.